# Hôtel de Sagonne
L'hôtel de Sagonne est un ancien hôtel particulier situé au no 28 rue des Tournelles et no 23 boulevard Beaumarchais, dans le Marais, à Paris.

## Histoire
Première œuvre attestée de Jules Hardouin-Mansart, construit en 1667-1668, avec son frère Michel, entrepreneur, l'hôtel fut bâti à l'occasion de son mariage avec Anne Bodin, le 3 février 1668. Devenu premier architecte du roi en 1681, surintendant des Bâtiments du roi et comte de Sagonne en 1699, à la suite de son anoblissement par le roi et l'acquisition de la terre de Sagonne (Cher), Jules Hardouin Mansart aménagea fastueusement son hôtel à partir de 1686, soucieux de manifester son nouveau rang social. Il engagea parmi les plus grands peintres et sculpteurs de l'Académie royale de peinture et sculpture dont il deviendra le protecteur en 1699, à savoir : les peintres Michel Corneille le Jeune et son frère Jean-Baptiste Corneille, Charles de La Fosse, Étienne Allegrain, assistés du sculpteur Martin Desjardins.
Augmenté en 1690-1692, l'hôtel se composait de trois maisons : l'hôtel proprement dit où vécut Hardouin-Mansart et sa famille (son épouse et ses trois enfants), une seconde maison où logeait Robert de Cotte, son beau-frère, et sa famille, véritable annexe de l'agence des Bâtiments du roi à Versailles, et une dernière destinée à la location où vécut notamment l'architecte Jean Aubert, disciple d'Hardouin-Mansart.
À la mort de Jules Hardouin-Mansart en 1708, l'hôtel échut à son fils Jacques, comte de Sagonne (1677-1762), en vertu de la donation faite lors de son mariage avec la fille du fameux banquier Samuel Bernard, Madeleine, en 1701. La veuve de l'architecte en conserva l'usufruit jusqu'à son décès en 1738. 
L'hôtel était passé entretemps entre les mains de la nouvelle épouse du comte de Sagonne, Madeleine Huguény ou Duguesny, anciennement sa maîtresse et mère de ses deux fils, les architectes Jean Mansart de Jouy et Jacques Hardouin-Mansart de Sagonne. À la suite de leur union en 1720, celle-ci fit valoir ses créances sur le comte. Elle demeura en possession de l'hôtel jusqu'à son décès en 1753.
Il revint ensuite, du fait de l'impécuniosité du comte de Sagonne, à différents fermiers judiciaires. Au décès du comte en octobre 1762, l'hôtel passa à la descendance de sa sœur aînée Catherine-Henriette en la personne d'Anne-Claude-Louise, marquise d'Arpajon, sa fille. 
Enfants adultérins, les fils du comte de Sagonne ne purent en effet hériter de leur père malgré le mariage avec leur mère, n'ayant pas obtenu les lettres de légitimation du roi qui les auraient permis. Ainsi, contrairement à une légende tenace, l'hôtel ne fut jamais la propriété de l'architecte Mansart de Sagonne mais seulement celle de son père, son homonyme, comte de Sagonne.
Le comte et la comtesse de Noailles, respectivement gendre et fille de la marquise d'Arpajon, petit-neveu et petite-nièce du comte de Sagonne, héritèrent de l'hôtel au décès de cette dernière en 1767. Ils le cédèrent en août 1777 à Marie-Anne Meschin, épouse non commune en biens d'Alexis Mallet de Largillière, comte de Graville, baron de Cruise, pour 100 000 livres. 
L'hôtel appartint, de 1792 à 1819, à l'entrepreneur en bâtiments Lazare Antoine Perrot et à ses héritiers. Il passa ensuite de main en main jusqu'au milieu du XXe siècle, époque où il fut transformé en appartements. Le célèbre décorateur Jacques Garcia y occupa le premier étage dans les années 1980 et 1990. 
Dans les dépendances donnant sur la rue des Tournelles, on avait installé, entre 1939 et 1958, les Presses de l'hôtel de Sagonne, dites aussi les Éditions du raisin . Y ont exercé : Alberto Tallone, Erica Marx, Giuseppe Govone.

## Description

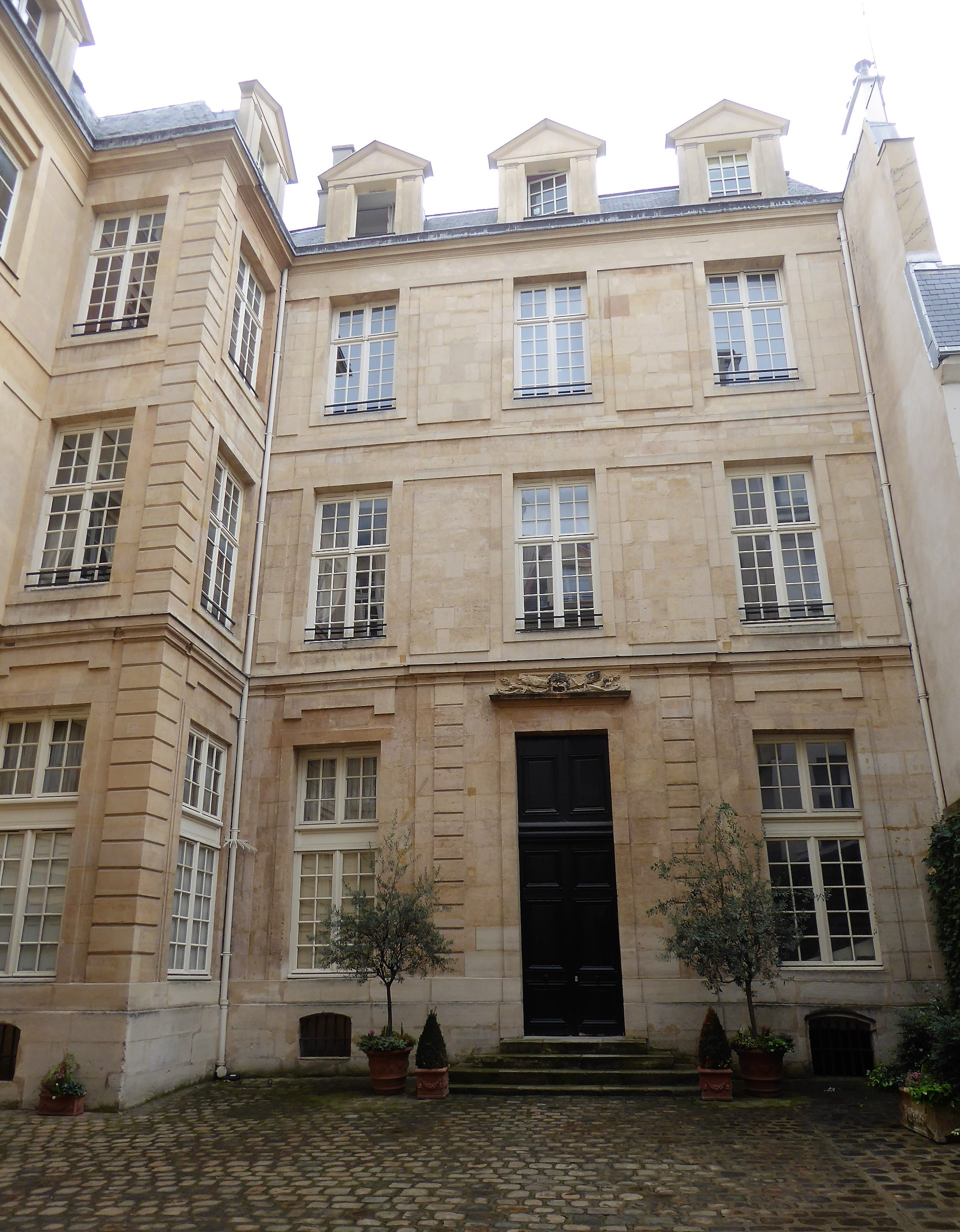
Façade sur cour 28 rue des Tournelles.

La sobre façade en pierre sur la rue des Tournelles est caractéristique du style simple que pouvait pratiquer Jules Hardouin-Mansart. Elle témoigne également de la modestie de son rang social du moment. 
Suivant l'usage, la façade sur le jardin de l’hôtel fut plus ornementée (emploi de frontons et reliefs, vaste balcon sur colonnes au premier étage). Signalé dans plusieurs traités d’architecture (Mariette, Blondel), l’hôtel reste surtout célèbre pour ses superbes décors peints, redécouverts sous d'anciens faux-plafonds et dégagés en 1924. Ils constituent un bel ensemble de peintures allégoriques du XVIIe. L’hôtel de Sagonne est aujourd'hui restauré et divisé en appartements. Il ne se visite pas.
L'hôtel avec son jardin fait l’objet d’une inscription au titre des monuments historiques depuis le 16 avril 1943.
Bien que fermé au public, une publication du célèbre magazine de décoration AD, datant de novembre 2023, nous permet de jeter un regard à l'intérieur. Un appartement de près de 200 m2 situé au 2ème étage de l'hôtel (plan ), a été méticuleusement rénové pendant près de 5 années par le Studio d'architecture Wood Marsh de Melbourne en Australie pour la retraite d'un célèbre collectionneur d'art australien. Malheureusement, même s'il est dit que les rénovations ont été faites dans le respect du cahier des charges des Monuments Historiques, on ne pourra admirer que le magnifique escalier et sa rampe en fer forgé ainsi que les trumeaux de la salle-à-manger, seuls vestiges d'époque subsistant : article en anglais du studio d'architectes et photographies supplémentaires

## Sources
Philippe Cachau : Jacques Hardouin-Mansart de Sagonne, dernier des Mansart (1711-1778), thèse d'histoire de l'art soutenue en 2004, Paris-I Panthéon-Sorbonne, t. I, p. 68-70 et suivantes.
Les Archives nationales conservent, sous la cote MC/ET/XLIX/1391, une centaine de pièces sur l’hôtel de Sagonne, dont des titres de propriété originaux, des contrats d’acquisition, de partage, d’adjudication et de vente, ainsi que des mémoires d’ouvrages et de travaux, ou des privilèges du droit sur les voitures et des concessions des eaux accordées par la ville, et autres papiers de gestion du XVIe siècle à 1820 environ.